# Hála József
Hála József (Alag, 1949. november 23.) magyar néprajzkutató, muzeológus, geológus.

## Életútja
Alagon született, édesapja versenylószakember, édesanyja a Magyar Lovaregylet uradalmi cselédje volt. Gyermekkora a Lovaregylet alagi uradalmában, magyar, angol, német, osztrák, cseh, morva és másféle származású lovászok, trénerek és zsokék világában telt. Az alagi általános iskola elvégzését követően, 1964-től 1968-ig a budapesti Szabó József Geológiai Technikum diákja volt. Az érettségit követően, 1968-ban a Magyar Állami Földtani Intézetben helyezkedett el geológustechnikusként, s – az 1969–1971 közötti váci katonaéveket nem számítva – az intézmény munkatársa maradt 2011. évi nyugdíjazásáig. 1983-tól tudományos munkatársi, 1990-től főmunkatársi minőségben legfőbb feladata az intézet keretein belül működő Országos Földtani Múzeum tudománytörténeti gyűjteményének gondozása, konferenciák szervezése, kiállítások rendezése volt (pl. Nopcsa Ferenc-életműkiállítás).
1978–1983 között végezte el az Eötvös Loránd Tudományegyetem néprajz szakát. 1986–2006 között az ELTE Tárgyi Néprajzi Tanszékén adjunktus, háziipari, település-néprajzi és népi építészeti kurzusok és szemináriumok előadója, a gyűjtési és muzeológiai gyakorlatok szervezője volt. Doktori védésére 1987-ben került sor a börzsönyi kőbányászat és kőfelhasználás 19–20. századi története tárgyában.

## Munkássága
Néprajzi és geológiai munkásságának homlokterében a kutatás- és tudománytörténet áll, emellett életművének egyik legfőbb vonulatát e két diszciplína egymással érintkező területei adják: a magyarországi bányászat, kőfaragás és egyéb kismesterségek néprajza, az ásványok és kőzetek szerepe a népi kultúrában. Folklorisztikai adatközlései is jelentősek (néphit, népmondák). Rendszeres néprajzi gyűjtéseket végzett a Börzsöny mellett a Palócföldön, az Ipoly mentén, a Gerecse vidékén, Kalotaszegen és a Székelyföldön.
A néprajzi és földtudományi közéletben egyaránt tevékenyen részt vesz. A Magyarhoni Földtani Társulatnak 2009 óta választmányi tagja, 1988–2003 között a tudománytörténeti szakosztály titkára, 2014-től 2021-ig elnöke volt, 2021 óta a vezetőség tagja. A Magyar Néprajzi Társaság anyagikultúra-szakosztályának 1988–1991 között titkára volt, a társaság választmányának 2009-től tagja. Emellett 1990 óta szerkeszti a társaság negyedéves tájékoztatófüzetét, a Néprajzi Híreket. Tagja, 2013-tól pedig alelnöke a Honismereti Szövetségnek, a szövetség Honismeret című folyóiratának 2016 és 2023 között szerkesztője volt.
1978-ban elnyerte a Kiváló Ifjú Technikus címet. Néprajzi munkásságáért 1991-ben Jankó János-díjban részesült, 2016-ban Pro Ethnographia Minoritatum-emlékérmet, 2017-ben Györffy  István-emlékérmet kapott. A geológia területén elért eredményei elismeréseként 2003-ban a Magyarhoni Földtani Társulat Emlékgyűrűjének tulajdonosa lett, 2024-ben pedig Dudich Endre-emlékérmet vehetett át. Honismereti munkásságáért 2011-ben a Bél Mátyás-emlékérem kitüntetettje lett. 2014-ben Ipolyság város díszpolgárai sorába választotta.

### Főbb művei
- A Börzsöny-vidéki kőbányászat és kőhasznosítás a XIX–XX. században. Budapest: Eötvös Loránd Tudományegyetem. 1987. ISBN 963-462-248-8
- Franz Baron von Nopcsa: Anmerkungen zu seiner Familie und seine Beziehungen zu Albanien: Eine Bibliographie. Wien: Geologische Bundesanstalt; Budapest: Ungarische Geologische Landesanstalt. 1993.
- Ásványok, kőzetek, hagyományok: Történeti és néprajzi dolgozatok. Budapest: MTA Néprajzi Kutatóintézete. 1995. ISBN 963-567-000-1
- Art geo palota a Stefánián: 100 éves a Földtani Intézet Lechner Ödön által tervezett szecessziós épülete. Budapest: Magyar Állami Földtani Intézet. 2000. ISBN 963-671-227-1 (Maros Gyulával közösen)
- Magyarországi bányászmondák. Rudabánya: Érc- és Ásványbányászati Múzeum. 2001. ISBN 963-00-7220-3 (Landgraf Ildikóval közösen)
- Úton a szibériai atyafiakhoz: Jankó János oroszországi levelei. Budapest: L’Harmattan; MTA Néprajzi Kutatóintézete. 2001. ISBN 963-00-5078-1 (ifj. Kodolányi Jánossal közösen)
- A magyar néprajz „vándorapostola” városunkban: Herrmann Antal váci évei és kapcsolatai. Vác: Váci Múzeumi Egyesület. 2002. ISBN 963-202-347-1
- Hogyan gyűjtöttek elődeink: Néhány fejezet a magyar néprajztudomány történetéből. Marosvásárhely: Mentor. 2003. ISBN 973-599-067-9
- Kőpénzek: Mondák, költemények és énekek. Marosvásárhely: Mentor. 2004. ISBN 973-599-112-8 (Kecskeméti Tiborral és Voigt Vilmossal)
- Ásványok, kőzetek, emberek: Történeti és néprajzi dolgozatok. Budapest: MTA Néprajzi Kutatóintézete. 2006. ISBN 963-567-034-6
- „Kalataszeg vázolata”: Régi írások és képek Kalotaszegről. Marosvásárhely: Mentor. 2006. ISBN 973-599-216-7
- „Dudásoknak, kanászoknak közzibül, közzibül…”: A dudáról és dudásokról az ipolysági kanászhangverseny századik évfordulója alkalmából. [Budapest]: Timp. 2010. ISBN 978-963-9614-789 (G. Szabó Zoltánnal)
- Tudósok, kutatók, gyűjtők: Néhány fejezet a magyar néprajztudomány és muzeológia történetéből. Budapest: L’Harmattan; MTA BTK Néprajztudományi Intézete. 2014. ISBN 978-963-236-787-3
- Különös kövek, csodás csontok: Kilenc dolgozat a népi geológia köréből. Rudabánya: Érc- és Ásványbányászati Múzeum Alapítvány. 2016. ISBN 978-615-80438-0-9
- A néphagyomány vonzásában: Mozaikkockák a magyar néprajztudomány múltjából és jelenéből. Budapest: Néprajzi Múzeum. 2020. (= Series Historica Ethnographiae, 17.) ISBN 978-615-5682-11-7